# Chris DiMarco
Chris DiMarco, född 23 augusti, 1968 i Huntington, New York är en amerikansk golfspelare på PGA Tour.
DiMarco studerade vid University of Florida och blev professionell 1990. Hans framgångar kom sakta och det dröjde till 1994 innan han blev medlem på PGA-touren. Fram till dess spelade han där han kunde och han vann Canadian Tours penningliga 1992 och blev nia på Nike Tour 1993 och blev därmed medlem på PGA-touren.
Han har dock inte alltid lyckats behålla sitt medlemskap på PGA-touren och hans första proffsseger kom på Nike Tour 1997 i Nike Ozarks Classic. Han blev bättre och bättre och hans första seger på PGA-touren kom 2001 i SEI Pennsylvania Classic. Ytterligare segrar följde i 2001 års Buick Challenge och 2002 års Phoenix Open. 2004 hade han slutat bland de 20 bästa i PGA-tourens penningliga fem år i rad och han hade dessutom blivit tvåa i majortävlingen PGA Championship efter att ha förlorat i särspel mot Vijay Singh. 2005 förlorade han i särspel mot Tiger Woods i The Masters Tournament. Detta resultat var tillräckligt för att komma in bland de tio bästa på golfens världsranking.
DiMarco var med i det amerikanska laget i 2003 och 2005 års Presidents Cup samt i 2004 och 2006 års Ryder Cup. Han sänkte den avgörande putten i Presidents Cup 2005.

## Meriter

### Segrar på PGA-touren
- 2000 SEI Pennsylvania Classic
- 2001 Buick Challenge
- 2002 Phoenix Open

### Övriga segrar
- 1997 Nike Ozarks Open
- 2002 CVS Charity Classic (med Dudley Hart)
- 2005 CVS Charity Classic (med Fred Funk)
- 2006 Abu Dhabi Golf Championship

### Lagtävlingar
- Presidents Cup: 2003, 2005
- Ryder Cup: 2004, 2006